# Tramea madagascariensis
Tramea madagascariensis är en trollsländeart som beskrevs av Kirby 1889. Tramea madagascariensis ingår i släktet Tramea och familjen segeltrollsländor. Inga underarter finns listade i Catalogue of Life.